# Selección sexual en insectos

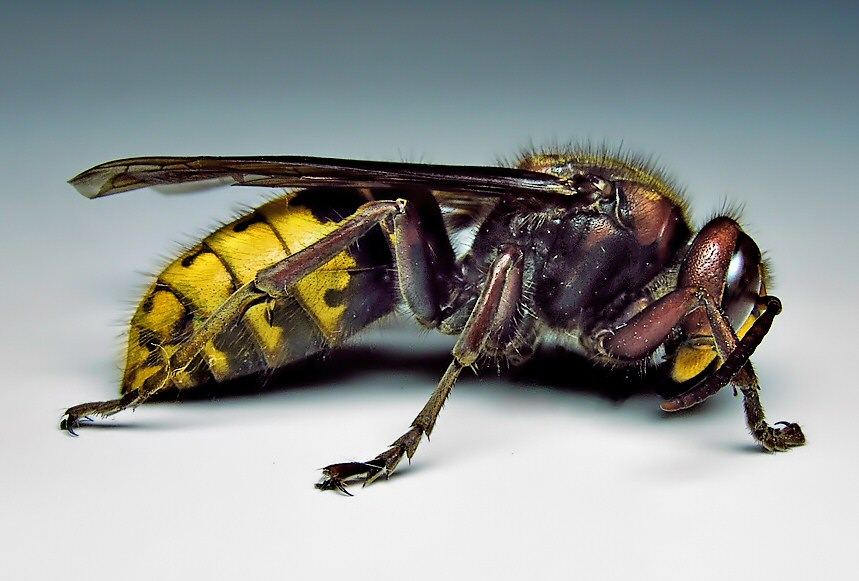
Vespa crabro Una avispa social

La selección sexual en insectos trata de cómo funciona la selección sexual en los insectos. Los machos de algunas especies han desarrollado adornos exagerados y mecanismos de autodefensa. Estos rasgos desempeñan un papel en el aumento de las expectativas reproductivas de los machos al desencadenar la competencia entre machos o influir en la selección de pareja de las hembras, y se puede pensar que funcionan en tres niveles diferentes: individuos, colonias y poblaciones dentro de un área.

## Tácticas de apareamiento de los machos

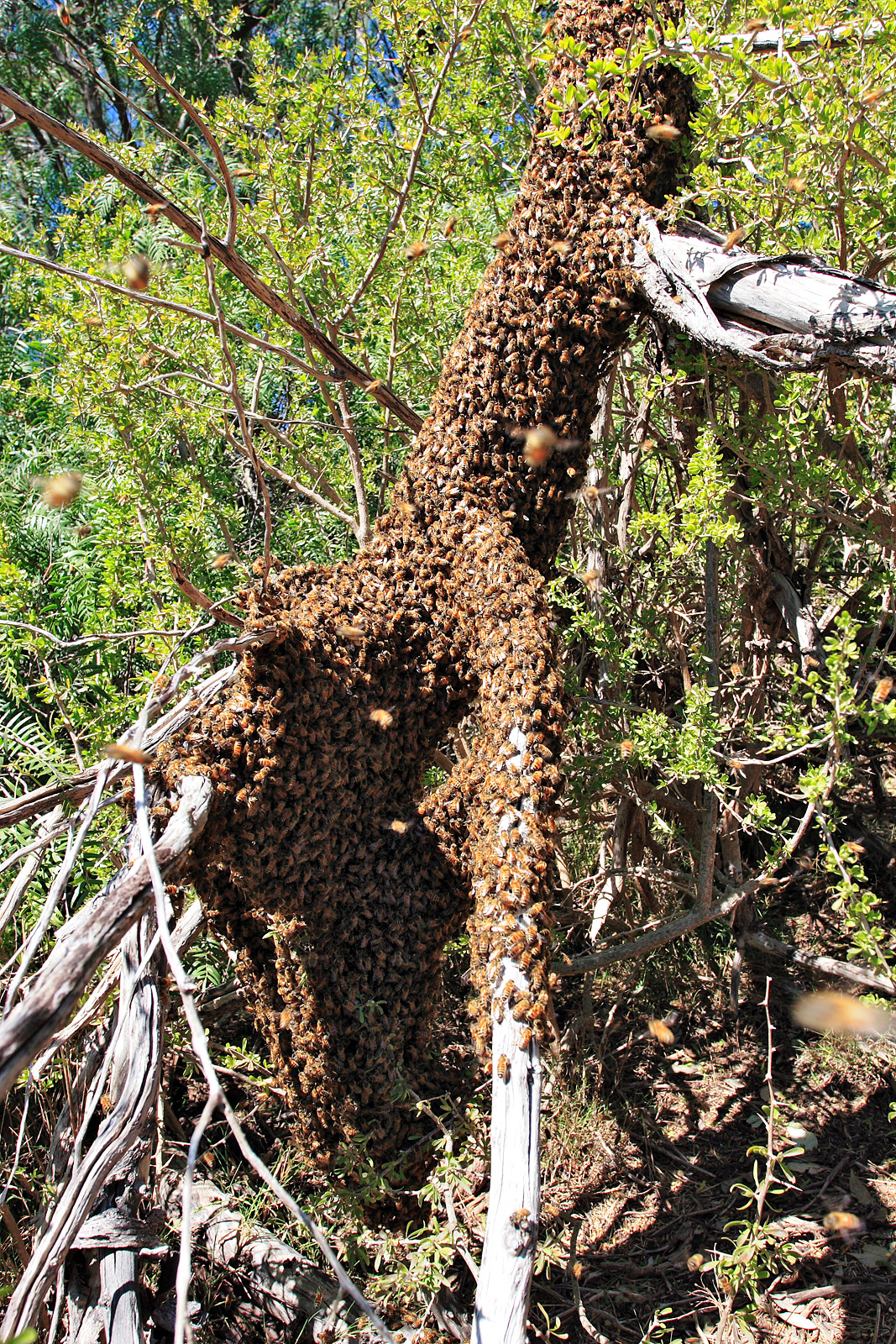
Enjambre de abejas

La cantidad de espacio accesible y el tiempo tanto del macho como de la hembra suelen determinar el lugar de la cópula. Muchos machos de himenópteros vuelan constantemente alrededor de lugares específicos, normalmente sobre las copas de árboles altos, cumbres o a lo largo de setos, donde se encuentran hembras accesibles, ya que también pueden ser recursos visitados por las hembras con el fin de alimentarse. En la abeja melífera, las reinas acuden solas a la zona de apareamiento y son perseguidas por un enjambre dinámico de machos. Las situadas al frente de la fila suelen lograr el éxito reproductivo. Una reina suele aparearse con doce machos en una media de dos vuelos de apareamiento y almacena el esperma durante toda su vida. Las colonias mantienen muchos machos pero pocas reinas, por lo que sólo muy pocos machos logran aparearse con éxito con la reina.
Onthophagus taurus es una especie de escarabajo pelotero. La competencia por la fecundación de las hembras se produce cuando los machos se enfrentan en pruebas de fuerza por la posesión de los túneles de cría. Esta competición es una característica destacada del sistema de apareamiento de estos escarabajos. Cuando se aplica radiación ionizante a los machos, se inducen mutaciones que reducen la expresión de rasgos sexuales precopulatorios relacionados con la fuerza, como la competición por los túneles de cría. Sin embargo, la selección sexual por parte de las hembras demostró ser suficiente para eliminar tales mutaciones de la descendencia al cabo de dos generaciones.

## Roles

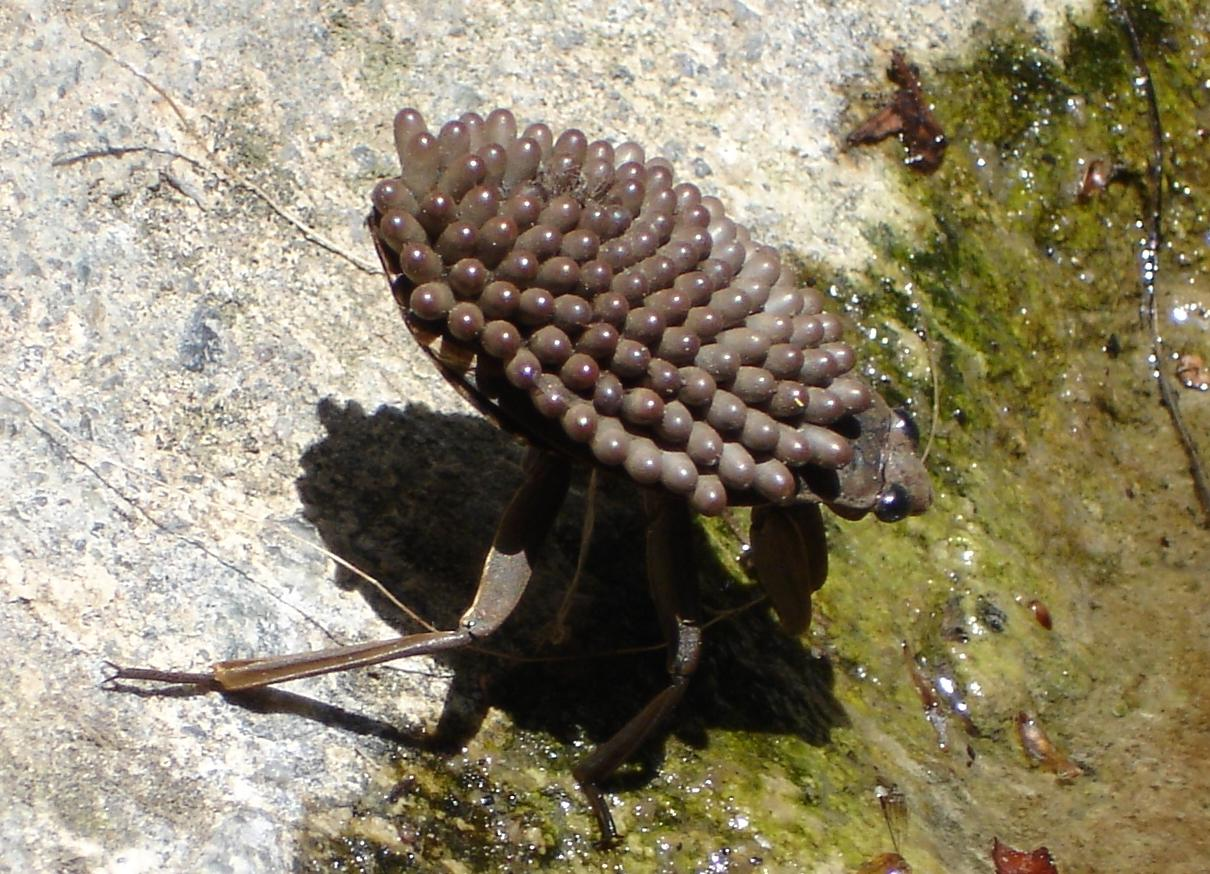
Macho de belostomatidae Abedus indentatus con huevos en su espalda

Los machos pueden ser más exigentes que las hembras. Como ofrenda, los machos son capaces de proporcionar secreciones de regalos nupciales, que pueden ser más caras que la inversión reproductiva de las hembras, cuidados parentales, donde los costes reproductivos en los machos son mayores que en las hembras porque invierten grandes cantidades de recursos y tiempo tras la fecundación de los huevos, y lugares de búsqueda de comida y nidificación a las hembras. Además, estos factores disminuyen sus posteriores oportunidades reproductivas y la disponibilidad de machos. Un ejemplo de cuidado parental masculino lo encontramos en las chinches acuáticas belostomátidas, en las que el macho, tras fecundar los huevos, permite que la hembra los pegue a su espalda. Los cría hasta que las ninfas eclosionan 2-4 semanas después. Los huevos son grandes y reducen la capacidad del macho para fecundar a otras hembras y capturar presas, además de aumentar su riesgo de depredación. 
Las hembras suelen entrar en conflicto por la adquisición de recursos y también tienden a competir por los recursos proporcionados por los machos, generando así una inversión del rol sexual. Las hembras compiten por monopolizar los cuidados parentales,  y desplazan a sus rivales con ganchos que parecen estar especializados en mantener a los machos en su poder, evitando los intentos de apropiación por parte de otras hembras.

## Características
La competencia entre machos por el acceso a las hembras y por los recursos que éstas necesitan para sí mismas y sus crías es habitual y puede explicar los rasgos morfológicos fenotípicos y los comportamientos, como el gran tamaño corporal, las armas, la territorialidad y la maduración sexual precoz, que aumentan sus posibilidades de acceder a las hembras. En muchos insectos sociales, los machos más grandes son más competitivos y tienden a monopolizar a las hembras o los recursos que necesitan. En las abejas, las hembras pueden elegir machos más rápidos, ágiles o voladores más persistentes. El secuestro de las hembras y la cópula forzada también pueden favorecer el gran tamaño de los machos. Los machos con cuernos y mandíbulas más grandes pueden utilizarlos para luchar o para intentar apoderarse de las hembras cuando sus rivales están copulando. En las especies de escarabajos, los cuernos del macho pueden ser tan largos como su cuerpo. Los machos sexualmente maduros pueden iniciar su vida reproductiva antes que el resto de la población de machos. En la competencia por inseminar a las hembras, los machos maduros tempranamente son más pequeños, pero pueden verse favorecidos en algunos casos en los que el cortejo se produce en el suelo y alcanzan el mayor éxito reproductivo. Así, en la mosca Drosophila suboscura, los machos más pequeños son mejores que los grandes para seguir a las hembras durante la danza del cortejo.

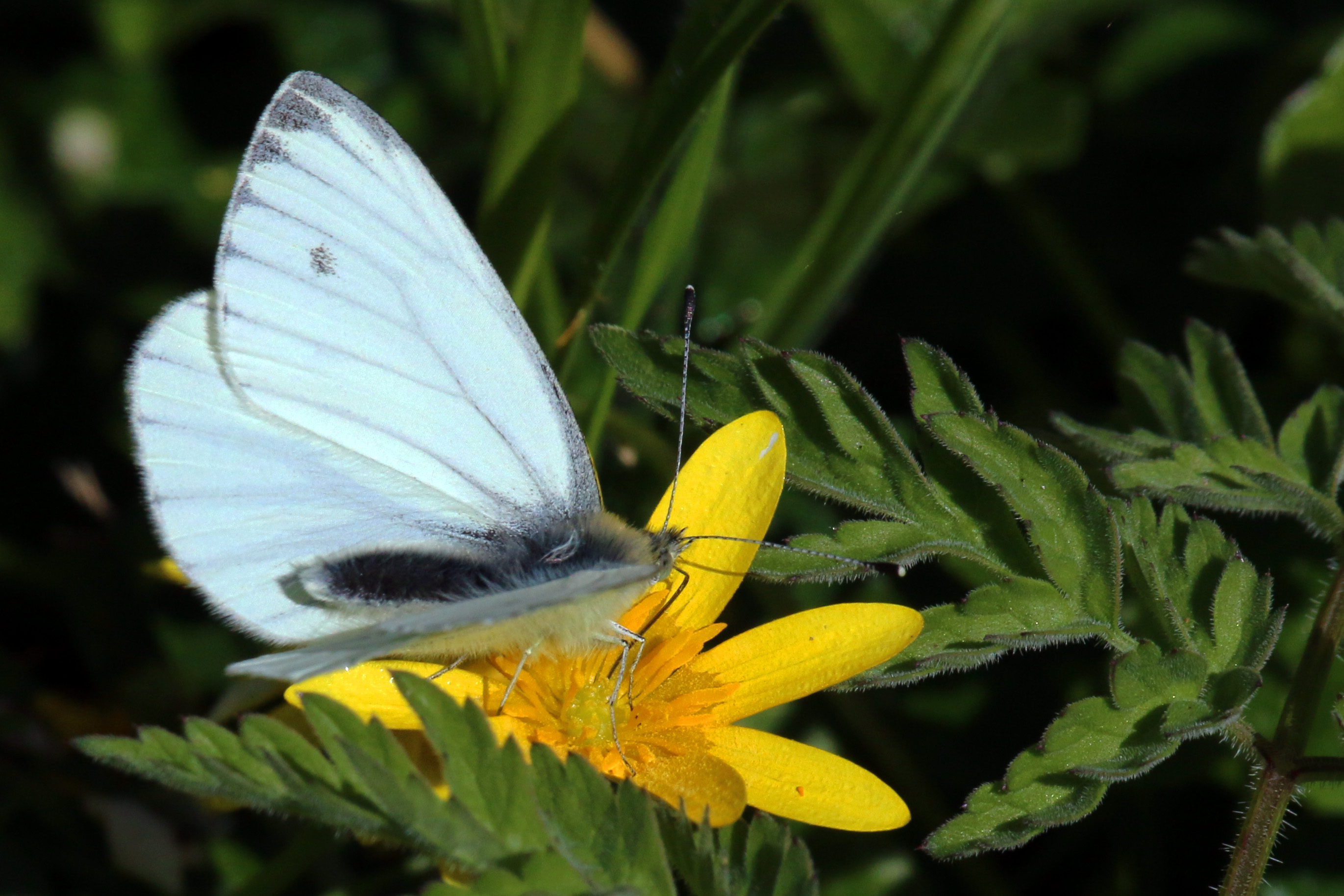
Mariposa blanca con venas verdes

Mantis

El efecto del apareamiento sobre la aptitud de las hembras puede variar en función del tipo de beneficio que éstas reciban de los machos a través de sus elecciones. Los beneficios directos incluyen recursos nutricionales para uso de las hembras, donación de alimentos a las compañeras, machos que ofrecen presas a la hembra, observado en las moscas escorpión y las moscas bailarinas. Los machos de varias especies de ortópteros, mariposas, moscas y escarabajos pueden donar a las hembras secreciones o sustancias nutritivas que se transfieren en el eyaculado o son producidas por glándulas masculinas que pueden contribuir a aumentar la fecundidad de las hembras. En la blanca de venas verdes (Pieris napi), un macho virgen puede transferir un eyaculado que contiene un 14% de nitrógeno en masa seca. Las hembras utilizan los nutrientes transferidos por el macho para aumentar sus nutrientes. Estos nutrientes contribuyen esencialmente a garantizar el éxito de la producción de huevos. Existe una relación positiva entre la cantidad de material eyaculado recibido y el rendimiento reproductivo a lo largo de la vida, ya que el material transferido por el macho aumenta la longevidad de la hembra. En algunas especies de insectos, los machos pueden donar algunas partes del cuerpo a las hembras, como los espolones de las patas o las carnosas alas posteriores de los grillos saltarines, o pueden canibalizarlas por completo, como ocurre en las mantis y algunos dípteros, así como en algunas especies de escorpiones arácnidos y arañas.

## Feromonas sexuales

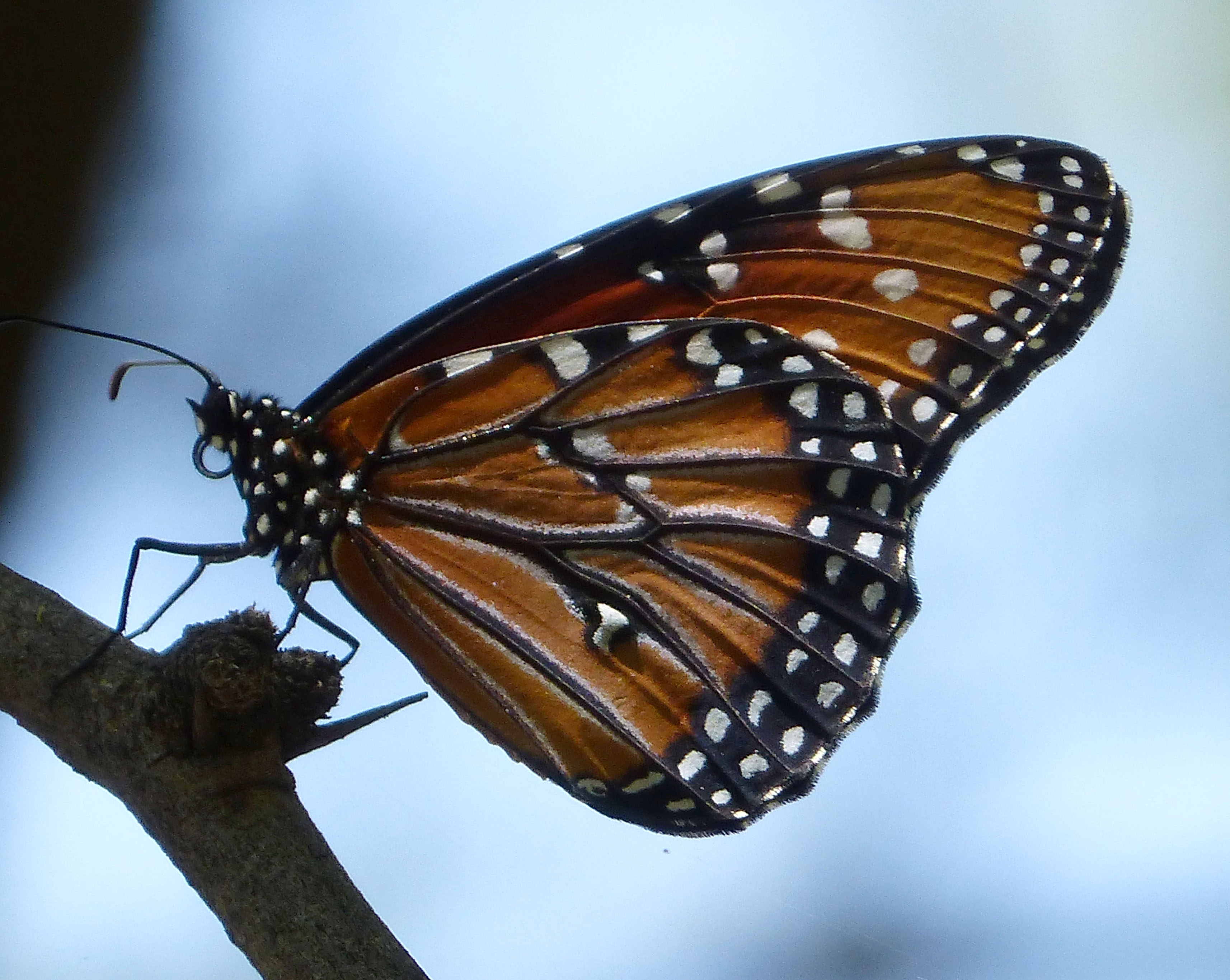
Reina mariposa

Las feromonas sexuales se definen como olores y son una de las formas predominantes en que los insectos machos sociales encuentran hembras con las que aparearse. Pueden producirse tanto en machos como en hembras. La función principal de las feromonas es desencadenar interacciones de comportamiento entre los dos sexos. En última instancia, esto acerca a los sexos con fines de apareamiento. Además, las hembras discriminan a los compañeros mediante el juicio de sus feromonas sexuales. Las feromonas de cortejo son emitidas en muchos casos por los machos. En la mariposa reina Danaus gilippus y la polilla ártica Utetheisa ornatrix, la estimulación química de la hembra es necesaria para que el macho tenga éxito en el apareamiento.

## Señales acústicas y visuales

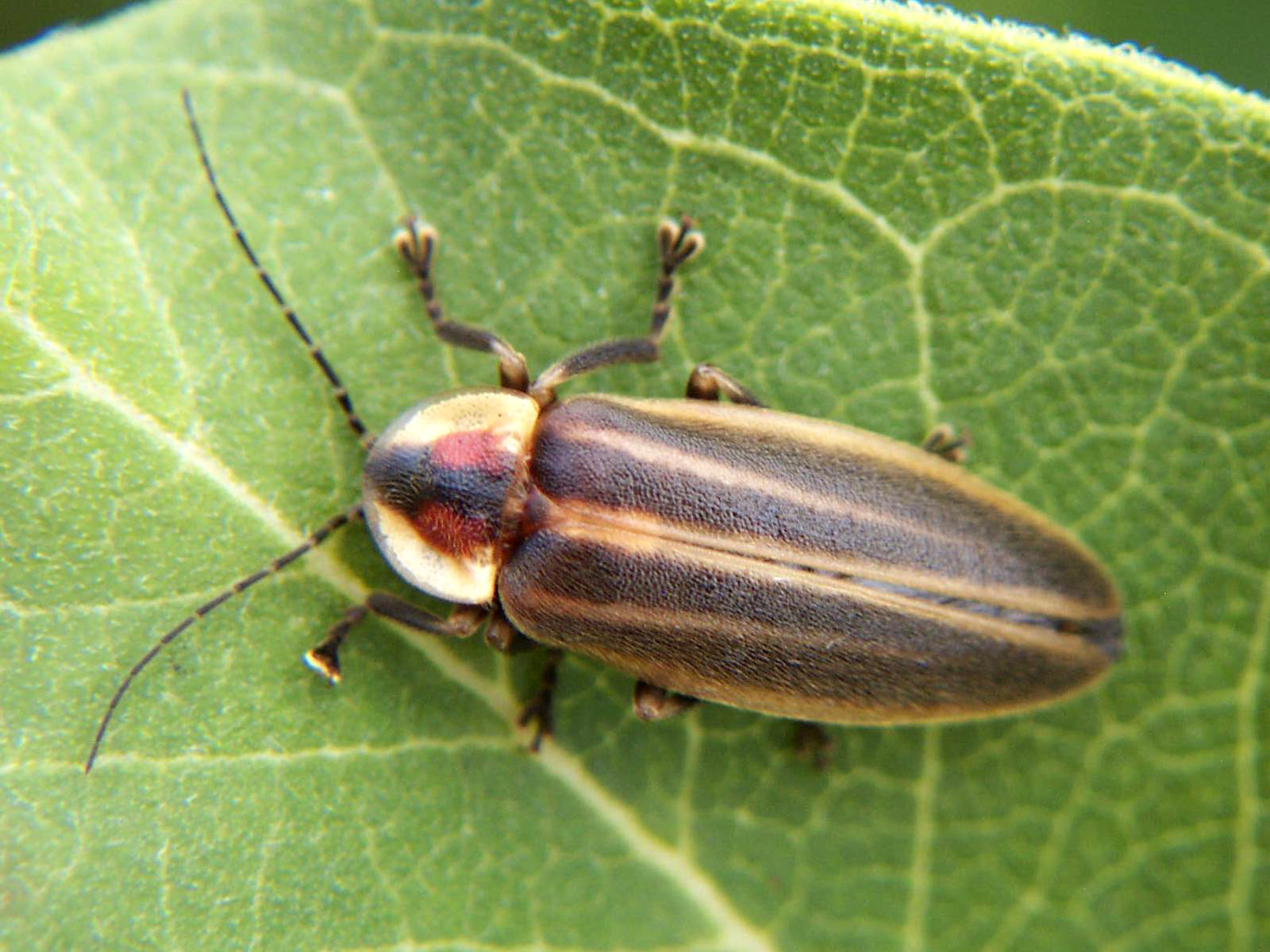
Luciérnaga

En especies como la familia de coleópteros Lampyridae, los machos vuelan en la oscuridad y emiten un patrón específico de destellos luminosos, que son respondidos por hembras receptivas que se posan. El color y la variación temporal del destello contribuyen al éxito a la hora de atraer a las hembras.Las señales acústicas son producidas por muchos grupos, entre ellos varias especies de ortópteros, neurópteros, cigarras, moscas, saltadores de cuevas, saltadores de hojas y saltadores de árboles. En los grillos y otros ortópteros, la sonoridad y/o los cantos ininterrumpidos suelen atraer a más hembras. En otros insectos, las hembras pueden elegir a su pareja en función de aspectos de su canto. En cualquier caso, es posible que las hembras comparen los cantos de varios machos antes de hacer una elección.

El síndrome de la llamada femenina se produce cuando las hembras de insectos sociales emiten una llamada típica para los machos que se encuentran cerca de sus nidos natales. Los machos atraídos por la llamada vuelan en busca de posibles parejas. Sus gásteres se elevan y los aguijones empiezan a sobresalir. Las glándulas venenosas son la base de un atrayente químico para los machos. En Xenomyrmex floridanus, las glándulas venenosas y los gasterópodos de la reina atraen a los machos e incitan a la cópula.

## Eliminación de mutaciones deletéreas
Callosobruchus maculatus es una especie de escarabajo, también conocido como escarabajo de la semilla del caupí. Las mutaciones deletéreas recesivas de este escarabajo suelen ser objeto de selección directa en los machos, pero no en las hembras.Las mutaciones con efectos deletéreos sobre el crecimiento de la población debido a sus efectos sobre las hembras pueden seleccionarse indirectamente contra ellas y purgarse eficazmente por medio de sus hermanos machos.
Tribolium castaneum es una especie de escarabajo también conocido como escarabajo rojo de la harina. Cuando las poblaciones experimentales del escarabajo rojo de la harina se sometieron a una fuerte selección sexual durante varios años, se volvieron resistentes a la extinción. Además, cuando estos escarabajos fueron sometidos a la endogamia, mantuvieron su buen estado físico hasta 20 generaciones. Sin embargo, los linajes experimentales derivados de poblaciones sin selección sexual o con una selección sexual débil experimentaron un rápido declive de la aptitud bajo endogamia, y todas estas poblaciones se extinguieron en 10 generaciones. De estos resultados se concluyó que la selección sexual reduce la carga mutacional y, al hacerlo, mejora la viabilidad de la población.